# Вабкентский минарет
Вабкентский минарет (узб. Vobkent minorasi; перс. وابکند مناره‎) — минарет в городе Вабкент, который находится недалеко от Бухары. Является главным символом города Вабкент, и одним из известных и старейших архитектурных памятников города. Его высота 40,3 метров. Один из кандидатов на включение в список Всемирного наследия ЮНЕСКО.
Был построен в XII веке, в эпоху Караханидского государства, по инициативе садра Бухары — Бурханиддина Абдулазиза II, имя которого начертано на одном из поясов минарета, как и дата постройки.
В своё время минарет выполнял несколько функций. Он был одновременно наблюдательной башней, также имел религиозную функцию, в частности использовался для азана (призыв мусульман на намаз) в ближайшую мечеть. Также использовался для зазыва населения в ближайшую площадь для чтения указов правителей и других поводов.
Является уменьшенной копией бухарского минарета Калян. Отличается меньшей высотой и диаметром, а также более простой отделкой, нежели минарет Калян.
Минарет снаружи облицован шлифованными жжёными кирпичами, расположенными в шахматном порядке. Под фонарём минарета находится надпись, выполненная из резной терракоты, покрытой глазурью. Куфическая надпись гласит, что минарет был построен бухарским садром Бурханиддином Абдулазизом II (Бурхан ад-Дин Абд-ал Азиз II) в 595 году хиджры (1198—1199 годы нашей эры.).